# African Regional Intellectual Property Organization

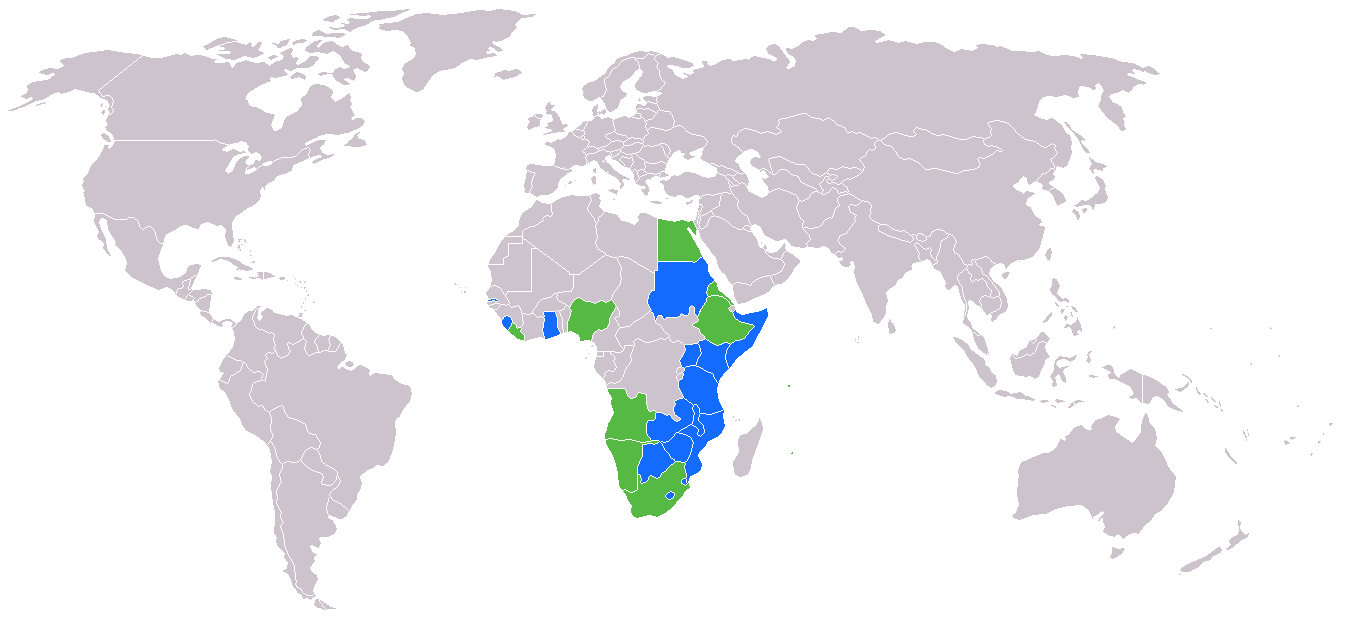
Carte de l'ARIPO - les États membres en bleu, les États candidats sont en vert.

L'African Regional Intellectual Property Organization (ARIPO) est une organisation intergouvernementale de coopération entre des États africains en matière de propriété intellectuelle, établie par l'accord de Lusaka. Elle a notamment compétence pour enregistrer des marques et des brevets afin d'étendre leur protection à ceux de ses États membres qui en ont fait le choix en adhérant à des protocoles additionnels.[réf. souhaitée]
Le siège de l'ARIPO se trouve à Harare. Ses États membres sont essentiellement des pays anglophones.

## Membres
L'adhésion à l'ARIPO est ouverte à tous les États membres de la Commission économique pour l'Afrique ou de l'Union africaine. Au 14 juillet 2022, l'ARIPO comptait 22 États membres.
| Etats membres de l'ARIPO | Date d'accession aux Protocoles additionnels | Date d'accession aux Protocoles additionnels | Date d'accession aux Protocoles additionnels    | Date d'accession aux Protocoles additionnels | Date d'accession aux Protocoles additionnels |  |
| Etats membres de l'ARIPO | Protocole d'Harare (brevets et modèles)      | Protocole de Banjul (marques)                | Protocole de Swakopmund (savoirs traditionnels) | Protocole d'Arusha (obtentions végétales)    | Protocole de Kampala (droits d'auteur)       |  |
| ------------------------ | -------------------------------------------- | -------------------------------------------- | ----------------------------------------------- | -------------------------------------------- | -------------------------------------------- |  |
| Botswana                 | 6 mai 1895                                   | 29 octobre 2003                              | 28 mars 2012                                    |                                              |                                              |  |
| Cap-Vert                 | 14 octobre 2022                              | 14 octobre 2022                              |                                                 | 14 juillet 2022                              |                                              |  |
| Eswatini                 | 17 mars 1988                                 | 6 mars 1997                                  |                                                 |                                              |                                              |  |
| Gambie                   | 16 janvier 1986                              | 3 août 2021                                  | 11 février 2015                                 |                                              |                                              |  |
| Ghana                    | 25 avril 1984                                |                                              |                                                 | 24 novembre 2023                             |                                              |  |
| Kenya                    | 24 octobre 1984                              |                                              |                                                 |                                              |                                              |  |
| Lesotho                  | 23 octobre 1987                              | 12 février 1999                              |                                                 |                                              |                                              |  |
| Liberia                  | 24 mars 2010                                 | 24 mars 2021                                 | 25 octobre 2016                                 |                                              |                                              |  |
| Malawi                   | 25 avril 1984                                | 6 mars 1997                                  | 20 décembre 2012                                |                                              |                                              |  |
| Maurice                  |                                              |                                              |                                                 |                                              |                                              |  |
| Mozambique               | 8 mai 2000                                   | 5 août 2020                                  |                                                 |                                              |                                              |  |
| Namibie                  | 23 avril 2004                                | 14 janvier 2004                              | 11 février 2015                                 |                                              |                                              |  |
| Ouganda                  | 25 avril 1984                                | 21 novembre 2000                             |                                                 |                                              |                                              |  |
| Rwanda                   | 24 septembre 2011                            |                                              | 16 juillet 2012                                 | 2019                                         |                                              |  |
| Sao Tomé-et-Principe     | 19 août 2014                                 | 27 février 2016                              |                                                 | 2020                                         |                                              |  |
| Seychelles               | 1er janvier 2022                             |                                              |                                                 |                                              |                                              |  |
| Sierra Leone             | 25 février 1999                              |                                              |                                                 |                                              |                                              |  |
| Somalie                  |                                              |                                              |                                                 |                                              |                                              |  |
| Soudan                   | 25 avril 1984                                |                                              |                                                 |                                              |                                              |  |
| Tanzanie                 | 1er septembre 1999                           | 1er septembre 1999                           |                                                 |                                              |                                              |  |
| Zambie                   | 26 février 1986                              |                                              | 28 août 2015                                    |                                              |                                              |  |
| Zimbabwe                 | 25 avril 1984                                | 6 mars 1997                                  | 22 avril 2013                                   |                                              |                                              |  |

## États candidats
[réf. souhaitée]
1. Afrique du Sud
2. Algérie
3. Angola
4. Burundi
5. Égypte
6. Érythrée
7. Éthiopie
8. Libye
9. Nigeria
10. Tunisie

## Protocole de Banjul sur les marques: procédure
Le Protocole de Banjul sur les marques, entré en vigueur le 16 mars 1997, donne à l'ARIPO la possibilité d'enregistrer et d'administrer les marques pour le compte des États parties au protocole. Pour les autres États membres de l'ARIPO, non signataires du Protocole de Banjul, il conviendra d'effectuer une demande individuelle dans chacun de ces pays.
La procédure d'enregistrement d'une marque est plus lourde que devant l'Organisation africaine de la propriété intellectuelle qui concerne essentiellement l'Afrique francophone.[réf. nécessaire]
Toute personne physique ou légale résidant ou établie dans l'un des États membres du Protocole de Banjul peut déposer une demande d'enregistrement soit auprès du secrétariat de l'ARIPO, soit auprès de l'office des marques d'un État partie au protocole, qui la transmet à l'ARIPO. Pour un demandeur résidant ou établi à l'étranger, il est nécessaire de faire appel à un doit faire appel à un représentant légal reconnu comme tel par l'office auprès duquel se fait le dépôt. Le dossier d'enregistrement  peut être déposé auprès de l'ARIPO par voie électronique, par courrier ou en personne.
Il doit comprendre les éléments suivants :[réf. nécessaire]
- une représentation de la marque ;
- un pouvoir conféré au mandataire par le déposant (formulaire M2[13]) ;
- un certificat de l'enregistrement effectué dans un autre pays si une priorité est revendiquée, traduit en langue anglaise ;
- un formulaire (M1[13]) dûment rempli demandant l'enregistrement de la marque.

Les honoraires réclamés par l'avocat ou le correspondant local sont de l'ordre de 4000 US dollars (en 2011) pour un enregistrement auprès des 8 pays signataires du Banjul Protocol.[réf. nécessaire]

## Personnalités notables
- Hilary Denise Arko-Dadzie